# Kiyotsugu Hirayama
Pour les articles homonymes, voir Hirayama.
Kiyotsugu Hirayama (平山 清次, ひらやま　きよつぐ, Hirayama Kiyotsugu), né le 13 octobre 1874 et mort le 8 avril 1943, est un astronome japonais.

## Travaux
Il est connu pour avoir découvert que la similarité des orbites de certains astéroïdes de la ceinture principale ne pouvait pas être le fruit du hasard, ce qui a conduit à définir la notion de familles d'astéroïdes, qui sont aussi appelées « familles de Hirayama » en son honneur.

## Hommage
- Hirayama (cratère) (en), cratère lunaire baptisé en l'honneur de Kiyotsugu et de Shin Hirayama.
- (1999) Hirayama, astéroïde nommé en l'honneur de Kiyotsugu.